# L'amore in città
L'amore in città és una pel·lícula d'antologia italiana de 1953 composta per sis segments, cadascun amb el seu propi escriptor o director. L'antologia consta dels següents episodis:
- Amore che si paga (11 minuts) escrit i dirigit per Carlo Lizzani
- Tentato suicidio (22 minuts) de Michelangelo Antonioni
- Paradiso per tre ore (11 minuts) de Dino Risi
- Agenzia matrimoniale (16 minuts) escrita i dirigida per Federico Fellini
- Storia di Caterina (27 minuts) de Francesco Maselli i Cesare Zavattini
- Gli italiani si voltano (14 minuts) escrit i dirigit per Alberto Lattuada[1]

## Sinopsi
Sota l'egida de Cesare Zavattini, precursor i teòric del neorealisme, els diferents autors d'aquesta pel·lícula amb esbossos intenten reconstituir segons els testimonis dels mateixos protagonistes diversos aspectes de l'amor a la ciutat, el més sovint tràgic: dones joves embarassades i abandonades immediatament, joves prostitutes, una jove mare a l'atur que ha d'abandonar el seu fill al mig del carrer, una jove d'una família de nou fills i pares pobres, disposada a casar-se amb qualsevol home, fins i tot malalt, per fugir de la misèria... Una mica de la trista observació del període pre-avortament dels anys 50? I fins i tot la frustració sexual dels homes corrents amb ganes de mirar insistentment dones boniques al carrer.
Les diferents pel·lícules són característiques de les obsessions i de la manera artística dels diferents autors de l'època.

### Tentato suicidio
Les joves que han intentat suïcidar-se per amor expliquen les seves històries davant la càmera de Michelangelo Antonioni col·locada davant d'un llençol blanc.

### Agenzia matrimoniale
Federico Fellini imagina un periodista que investiga una agència matrimonial fent-se passar per amic d'un pacient adinerat que vol casar-se.

### Gli italiani si voltano
Reportatge d'Alberto Lattuada sobre les reaccions dels homes davant el pas de dones boniques.

### Storia di Caterina
Una investigació reconstruïda per Francesco Maselli i Cesare Zavattini sobre una dona obligada a abandonar el seu fill i que fa tot el possible per trobar-lo.

### Paradiso per tre ore
Dino Risi filma amb tendresa i ironia una vetllada al ball.

### Amore che si paga
Un documental sobre prostitutes romanes filmat per Carlo Lizzani. La pel·lícula va ser censurada i esborrada en estrenes minoristes.

## Repartiment
Ttentato Suicidio
- Rita Josa
- Rosanna Carta
- Enrico Pelliccia
- Donatella Marrosu
- Paolo Pacetti
- Nella Bertuccioni
- Lilia Nardi
- Lena Rossi
- Maria Nobili

Paradiso per tre ore
- Luisella Boni

Agenzia matrmoniale
- Antonio Cifariello - Giornalista
- Livia Venturini
- Maresa Gallo
- Angela Pierro
- Rita Andreana
- Lia Natali

Storia de Caterina
- Caterina Rigoglioso

Gli italiani si voltano
- Marisa Valenti
- Marco Ferreri
- Mario Bonotti[1]